# Přípora

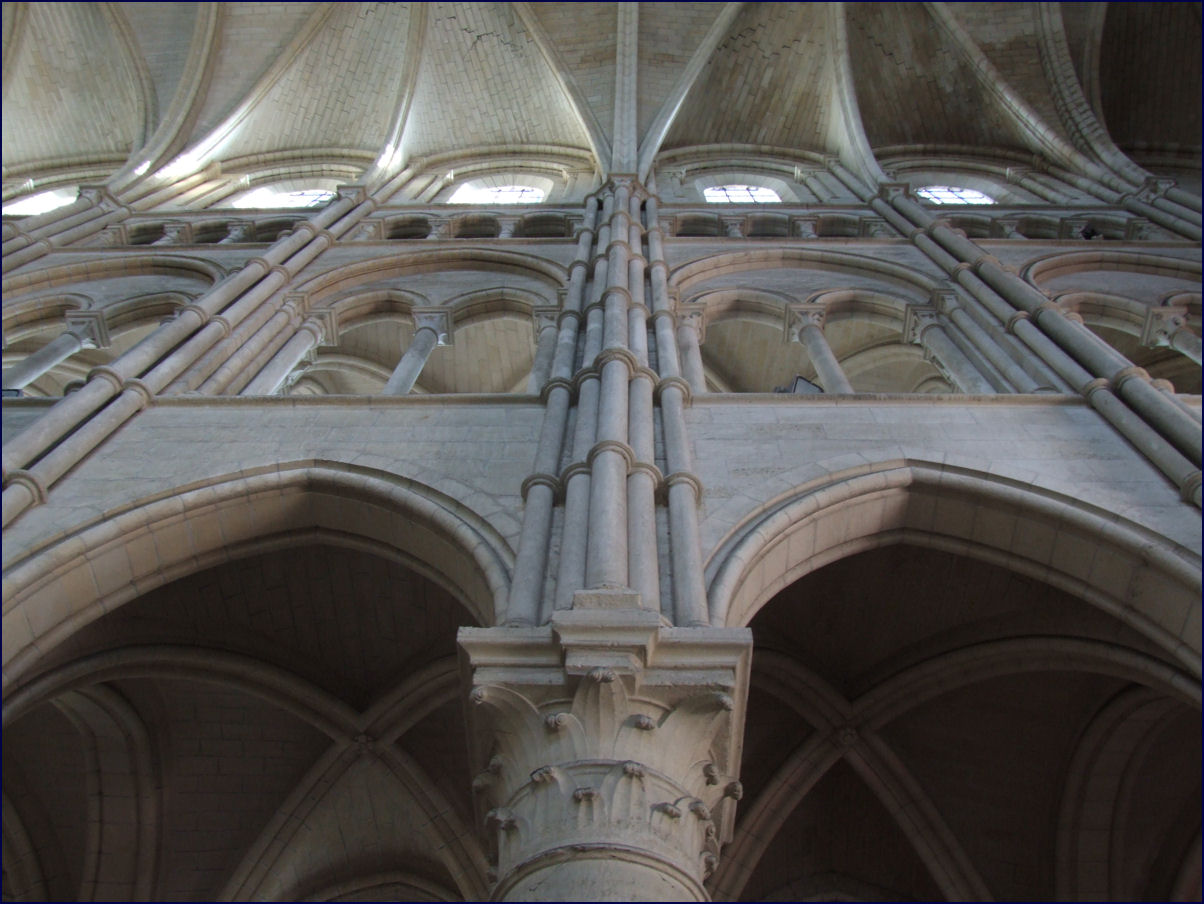
Pohled na svazkovou příporu v laonské katedrále

Termínem přípora se v architektuře označuje podpůrný článek gotického klenebního žebra, který opticky i ve skutečnosti přebírá část klenebního tlaku. Zpravidla mají tvar polosloupu s vlastní patkou a hlavicí, jindy jen prutu o pokračujícím profilu podpíraného žebra na pilíři nebo přímo na zdi. Přípory obklopující pilíř vytvářejí svazkový pilíř, samotné přípory svazkovou příporu. Přípora, která končí konzolou nad zemí se nazývá kusá, zkrácená přípora. Přípory opticky dělí stěny gotických staveb do jednotlivých úseků, odpovídajících klenebním polím.

## Příklady použití přípor

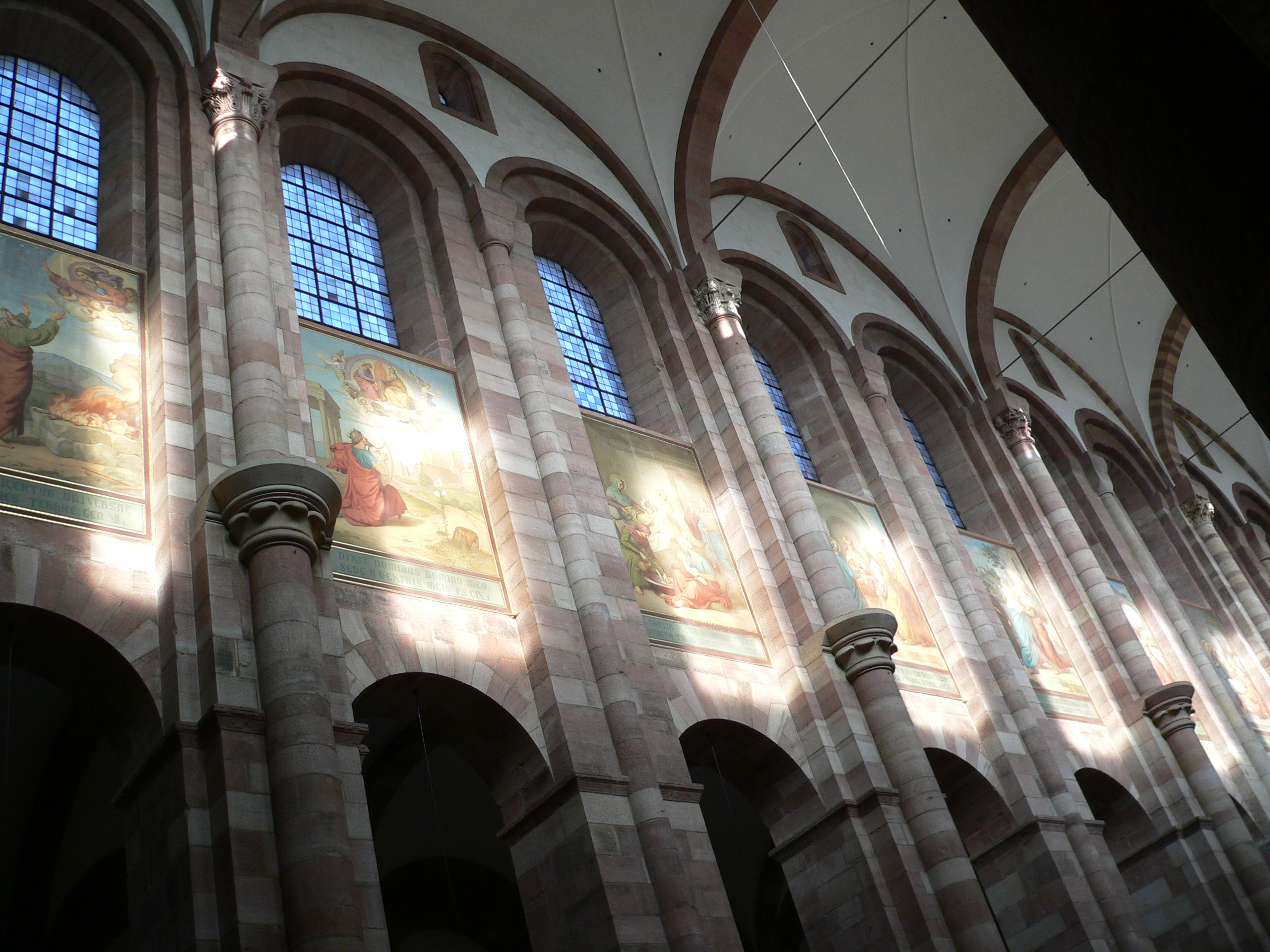
Katedrála ve Špýru

Románská katedrála ve Špýru – jednotlivá pole křížové klenby (ještě bez žeber) jsou oddělena meziklenebními pasy. Ty jsou neseny mohutnými příporami, přiloženými k pilířům. Přípory mají hlavice, patky a v prostoru mezi arkádami a okny ještě další hlavice, opticky zvýrazňující přechody pater. Arkáda se dvěma okny přechází uprostřed rovněž do přípory, která je tenčí, má jednodušší hlavici a není přerušená.

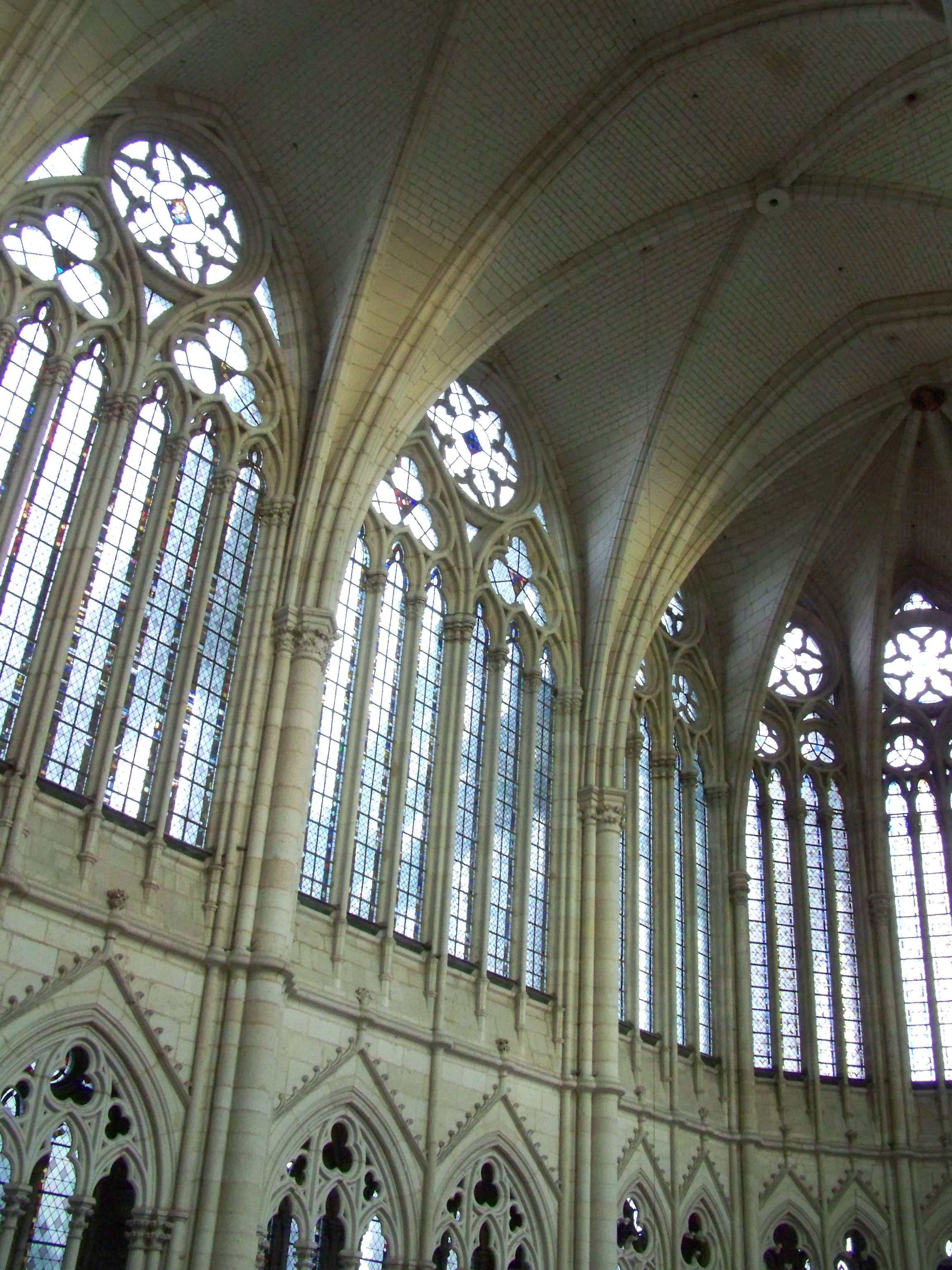
Katedrála v Amiens

Katedrála v Amiensu – presbytář katedrály v Amiens je zaklenutý křížovou žebrovou klenbou, mezi jednotlivými klenebními poli jsou širší pasy. Žebra i pasy sbíhají na zdi mezi okny, kde přecházejí do svazkové přípory. Část svazkové přípory vycházející z meziklenebního pasu má výrazně větší průměr. Svazkové přípory v Amiens mají vlastní hlavice (asi v polovině výšky okna) a patky, odpovídající klasické architektuře sloupu. Podokenní římsa probíhá přes přípory.

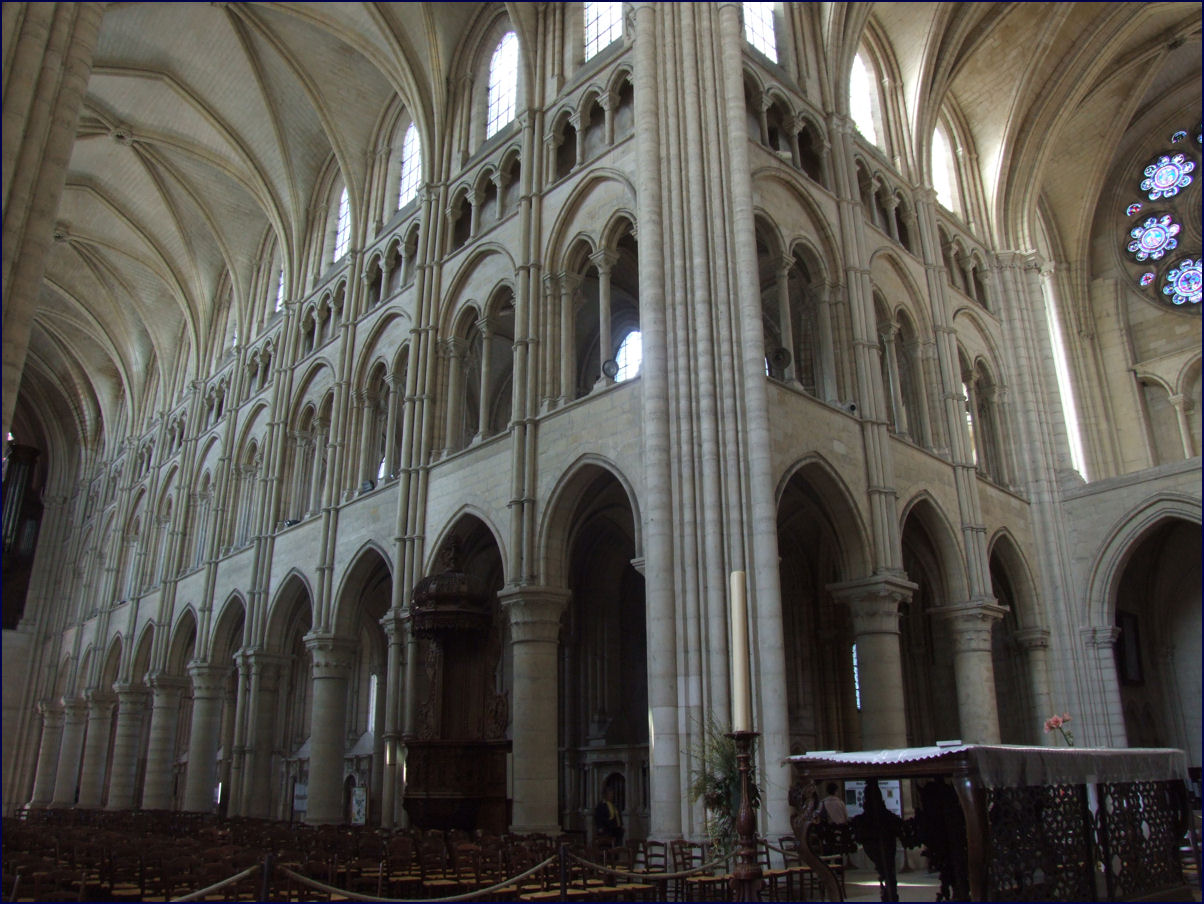
Interiér katedrály v Laonu

Interiér katedrály v Laonu – celý prostor interiéru je rytmicky členěný svazkovými příporami. Prostor je zaklenutý šestidílnou klenbou, proto se střídají jednodušší a složitější přípory – svazková přípora pod meziklenebním pasem se skládá z pěti přípor (pas, dvě diagonální žebra, dvě přízední žebra), svazková přípora mezi pasy je jen třídílná (příčné žebro a dvě přízední žebra). Mohutný svazkový pilíř křížení (v popředí) nese přípory všech žeber na něj sbíhajících (z hlavní i boční lodi).

## Fotogalerie

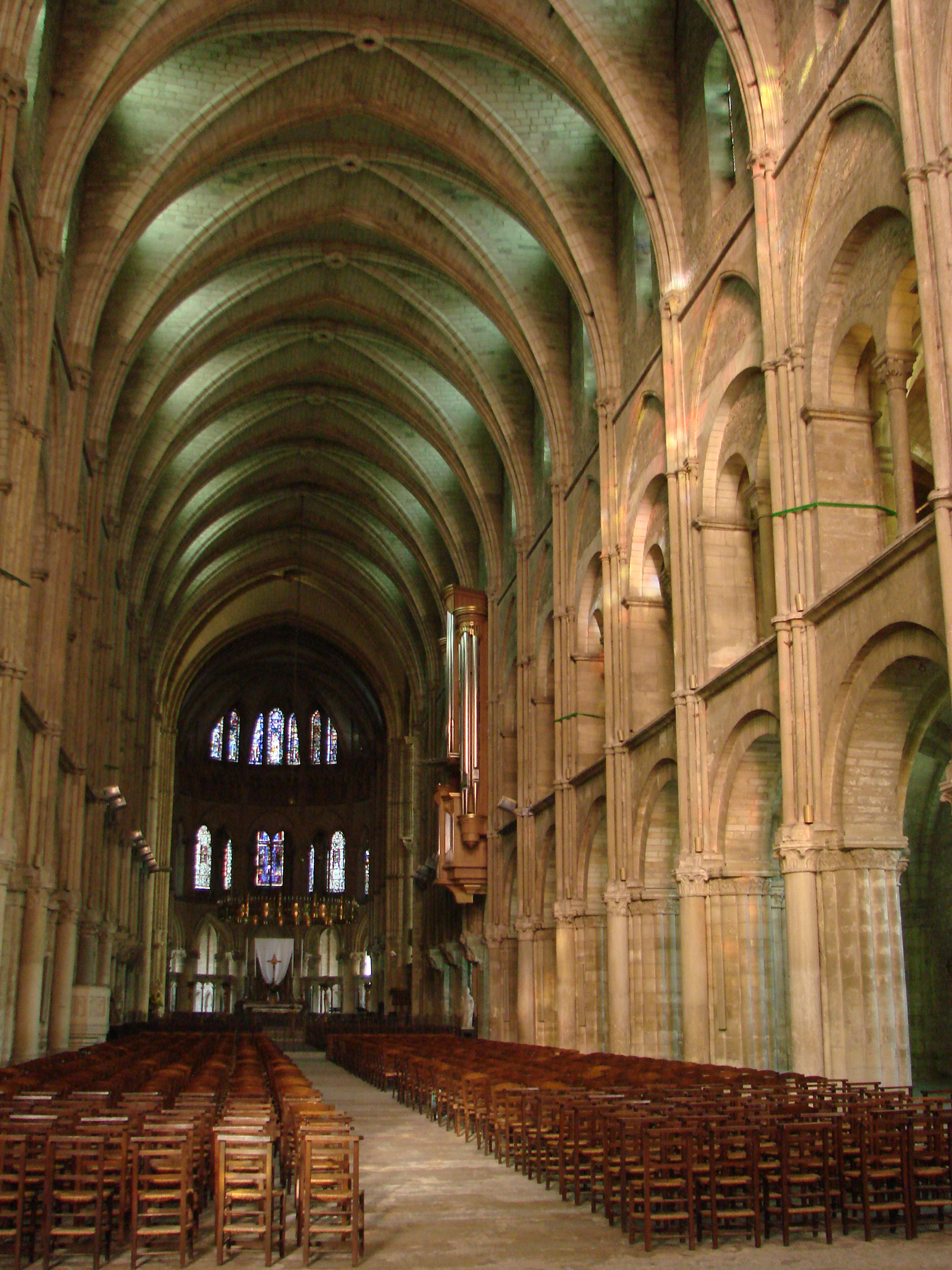
Bazilika sv. Remigia v Remeši, svazkové přípory
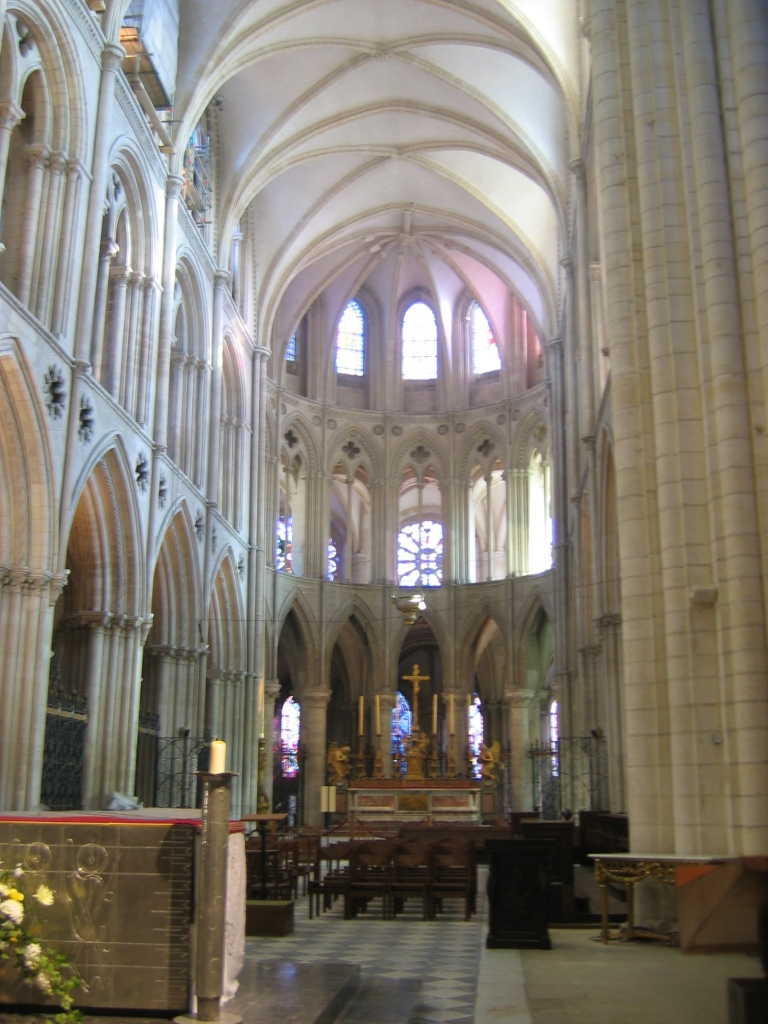
Sv. Štěpán, Caen, jednoduché přípory
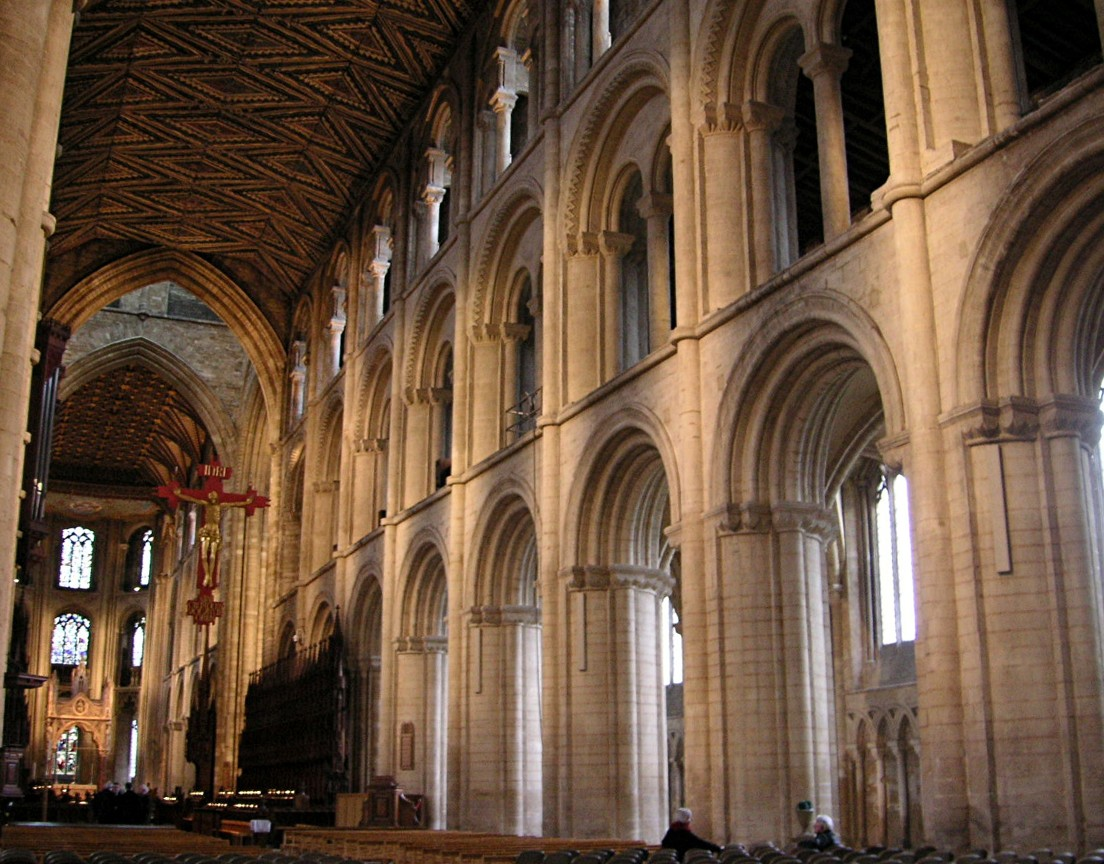
Katedrála v anglickém Petrborough, jednoduché přípory
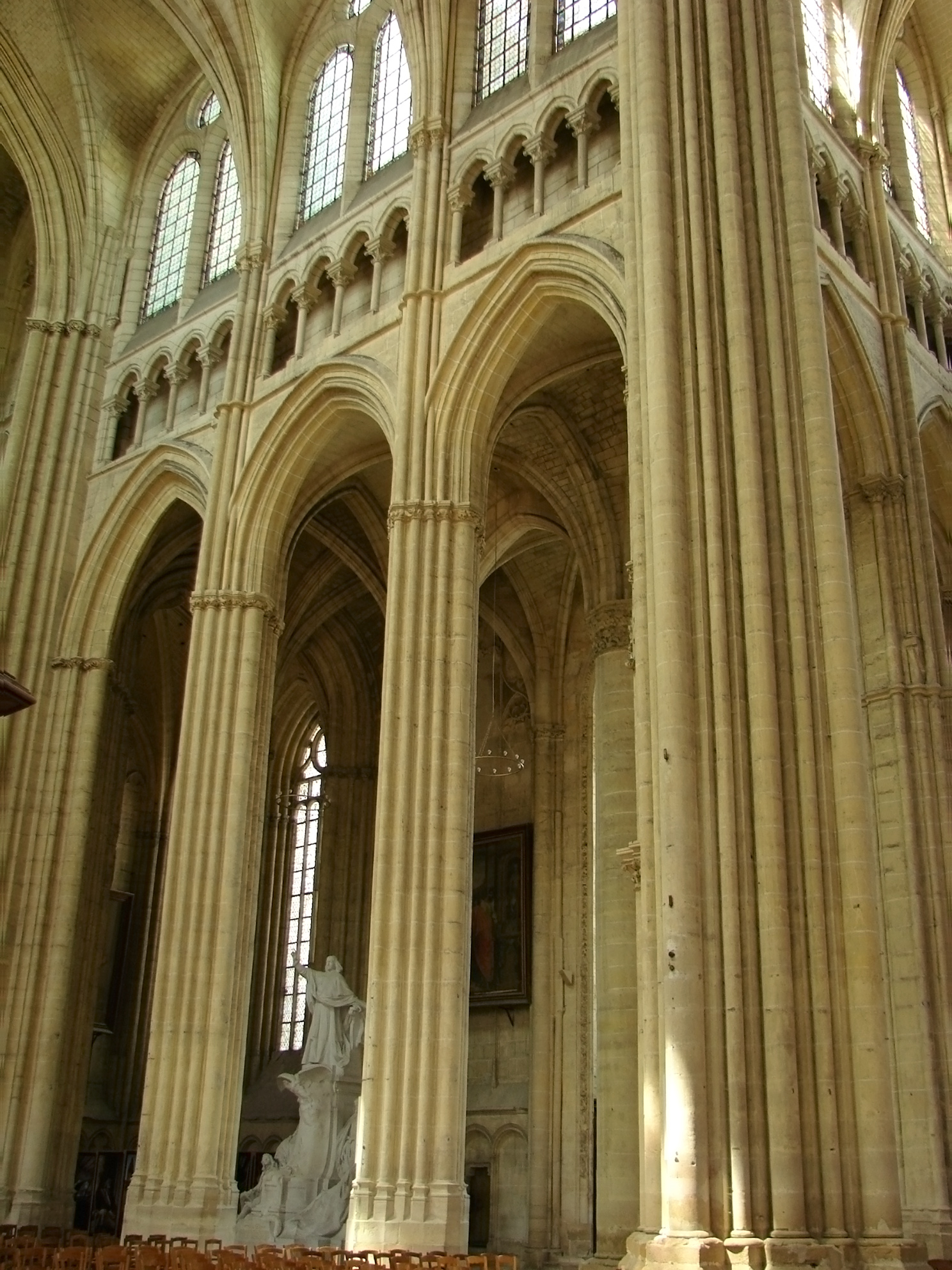
Katedrála sv. Štěpána v Meaux, svazkové přípory přecházející ve svazkové pilíře
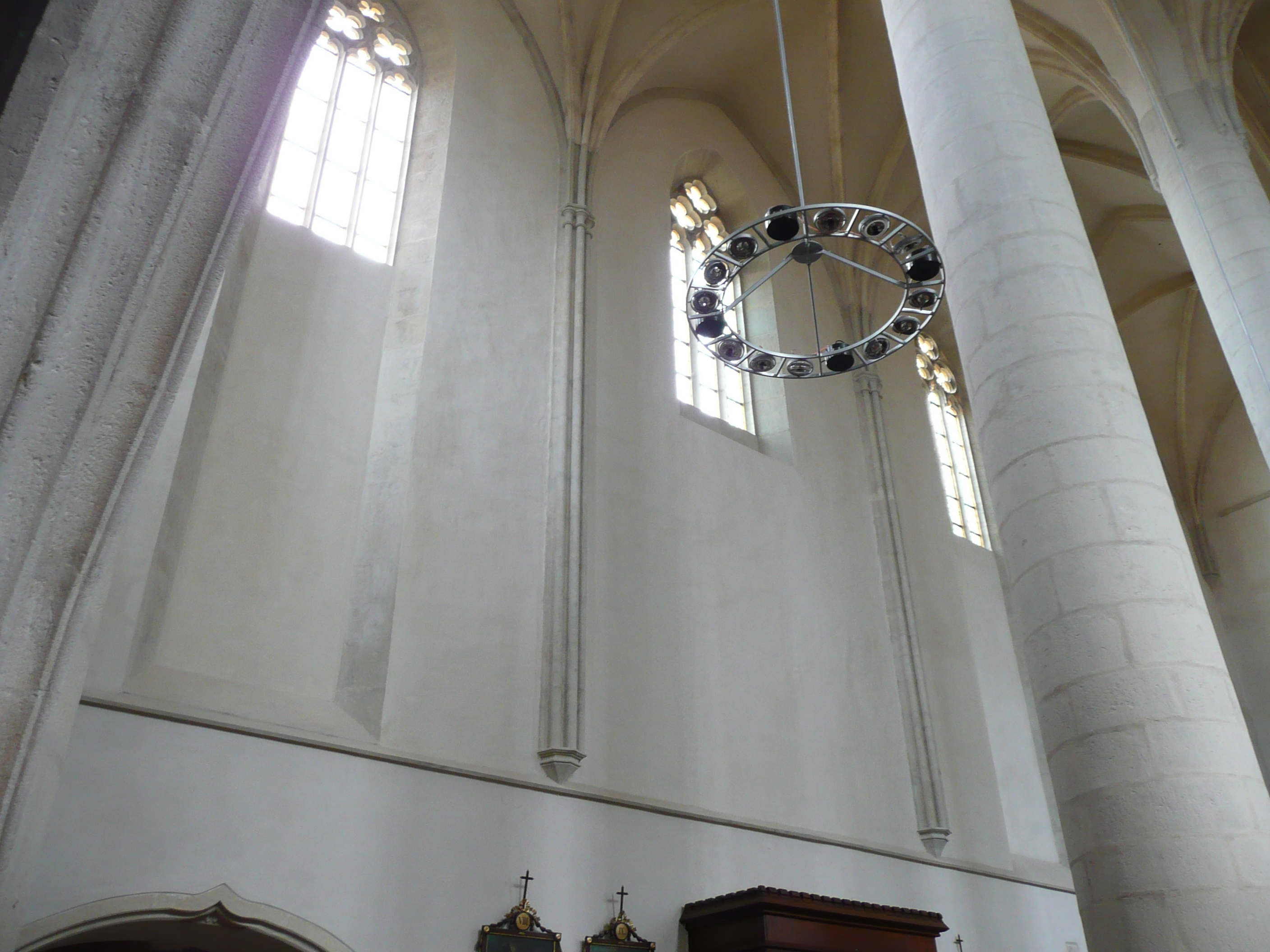
Kostel sv. Mikuláše ve Znojmě, kusé přípory končící na konzolách
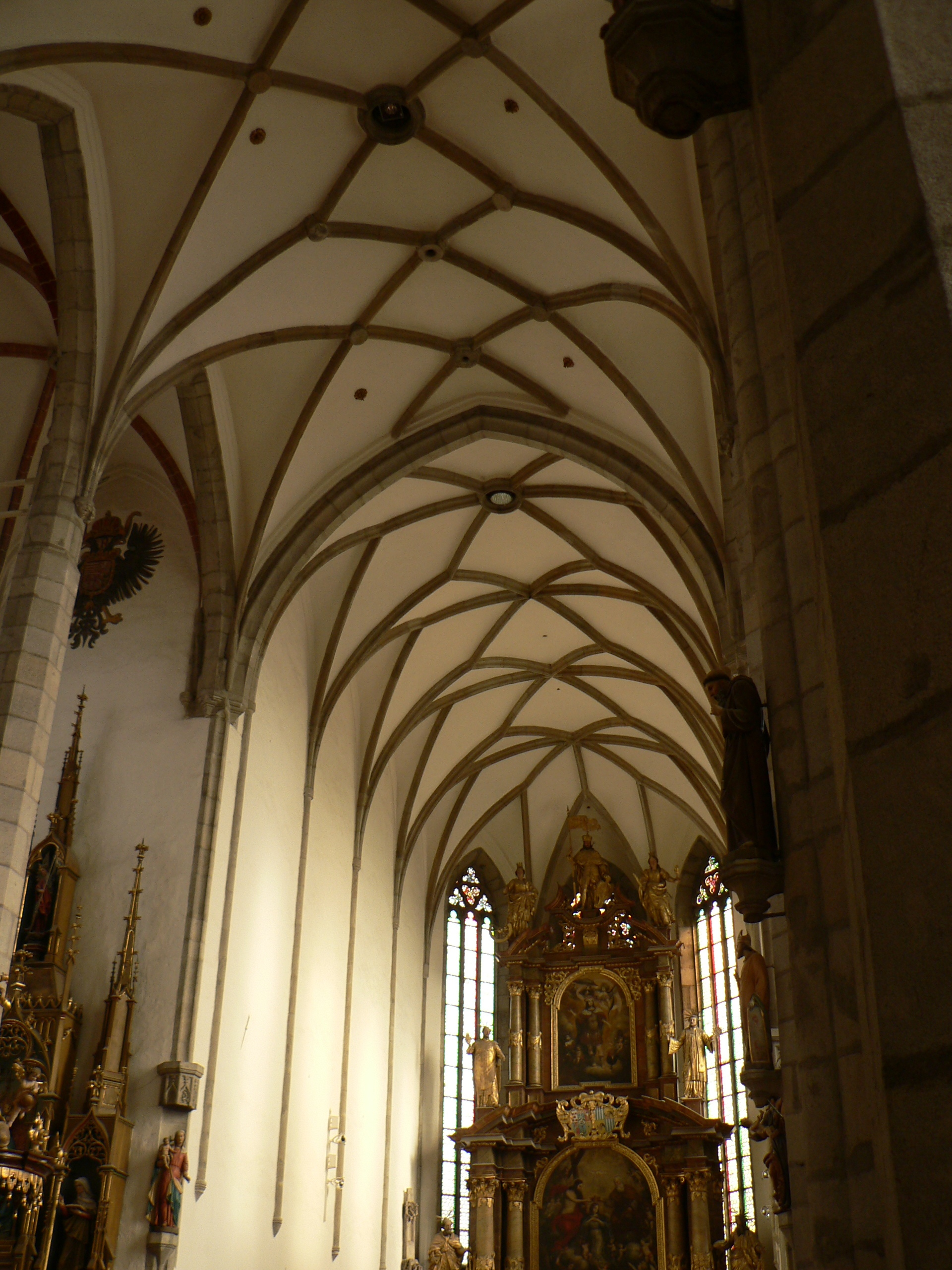
Kostel sv. Víta v Českém Krumlově, kusé přípory zakončené konzolami